# Neolepetopsis
A Neolepetopsis a csigák (Gastropoda) osztályának Lottioidea öregcsaládjába, ezen belül a Neolepetopsidae családjába tartozó nem.
Családjának a típusneme.

## Rendszerezés
A nembe az alábbi 5 faj tartozik:
- Neolepetopsis densata McLean, 1990[2]
- Neolepetopsis gordensis McLean, 1990[3] - típusfaj
- Neolepetopsis nicolasensis McLean, 2008[4]
- Neolepetopsis occulta McLean, 1990[5]
- Neolepetopsis verruca McLean, 1990[6]

## Fordítás
- Ez a szócikk részben vagy egészben  a   Neolepetopsis című angol Wikipédia-szócikk ezen változatának fordításán alapul.  Az eredeti cikk szerkesztőit annak laptörténete sorolja fel. Ez a jelzés csupán a megfogalmazás eredetét és a szerzői jogokat jelzi, nem szolgál a cikkben szereplő információk forrásmegjelöléseként.